# Eileen Davidson
Pour les articles homonymes, voir Davidson.
Eileen Davidson (née à Artesia, (Californie), le 15 juin 1959) est une actrice américaine. Elle s'est fait connaître pour ses rôles dans plusieurs feuilletons télévisés populaires.

## Biographie
Après plusieurs petits rôles dans des films de série B, la carrière de l'actrice démarre vraiment en 1982 quand elle devient "Ashley Abbott" dans le soap-opera Les Feux de l'amour (The Young and The Restless) sur la chaîne CBS aux États-Unis. Elle quittera le programme le 2 décembre 1988. Son rôle sera alors repris par plusieurs autres comédiennes.
Eileen Davidson sera également la 4e actrice à incarnée "Kelly Capwell" dans le feuilleton Santa Barbara, de 1991 à 1993. Ces épisodes n'ont jamais été diffusés en France puisque TF1 a été arrêté la diffusion de Santa Barbara bien avant la fin du feuilleton.
La carrière d'Eileen Davidson s'est poursuivi dans Des jours et des vies (Days Of Our Lives). Elle y interprétera plusieurs personnages de 1993 à 1998. Sa performance lui vaudra un Daytime Emmy Award en 1998.
L'année suivante, en mars 1999 elle reprend son rôle d'Ashley Abbott dans Les Feux de l'amour (The Young and the Restless), où elle remporte un second Daytime Emmy.
Fin 2006, Eileen Davidson se plaint à plusieurs reprises de l'intérêt que l'on porte à son personnage. Elle est finalement virée du feuilleton en janvier 2007. Pour se retrouver seulement quelques mois après, en mars 2007, dans la distribution de Amour, Gloire et Beauté, où elle interprète aussi le rôle d'Ashley Abbott. (Les deux feuilletons sont frères et régulièrement des intrigues et des personnages sont communs aux deux programmes).
Finalement, elle reste dans Amour Gloire et beauté de mars 2007 jusqu'en août 2008. En un peu plus d'une année, le personnage d'Ashley Abbott est sorti avec Ric Forrester, puis Ridge Forrester pour finir avec Storm Logan.
"Ashley Abbott" est sûrement le personnage de feuilletons télévisés au parcours sentimental le plus agité. Ashley a eu des aventures amoureuses avec :
1. Brian (l'assistant de laboratoire).
2. Eric Garrison.
3. Marc Mergeron.
4. Victor Newman (un mariage).
5. Victor Newman (à qui elle volera un échantillon de sperme pour se faire inséminer).
6. Matt Miller.
7. Stephen Lassiter (autre mariage).
8. Brad Carlton (nouveau mariage).
9. Blade Bladeson.
10. Rick Bladeson.
11. Adam Hunter.
12. Kurt Costner.
13. Cole Howard.
14. Tom Fisher.
15. Paul Williams.
16. William Bardwell.
17. Rick Forrester.
18. Ridge Forrester (fiançailles).
19. Storm Logan (un rendez-vous).
20. Victor Newman (2e mariage).
21. Neil Winter.
22. Tucker McCall.
23. Benjamin Rayburn, dit "Stich". Lors de son retour en 2014.
24. Simon Neville
25. Ravi Shapur

Le 26 septembre 2008, Eileen Davidson revient dans Les Feux de l'amour, où son personnage finit par se remarier en 2009 avec Victor Newman.

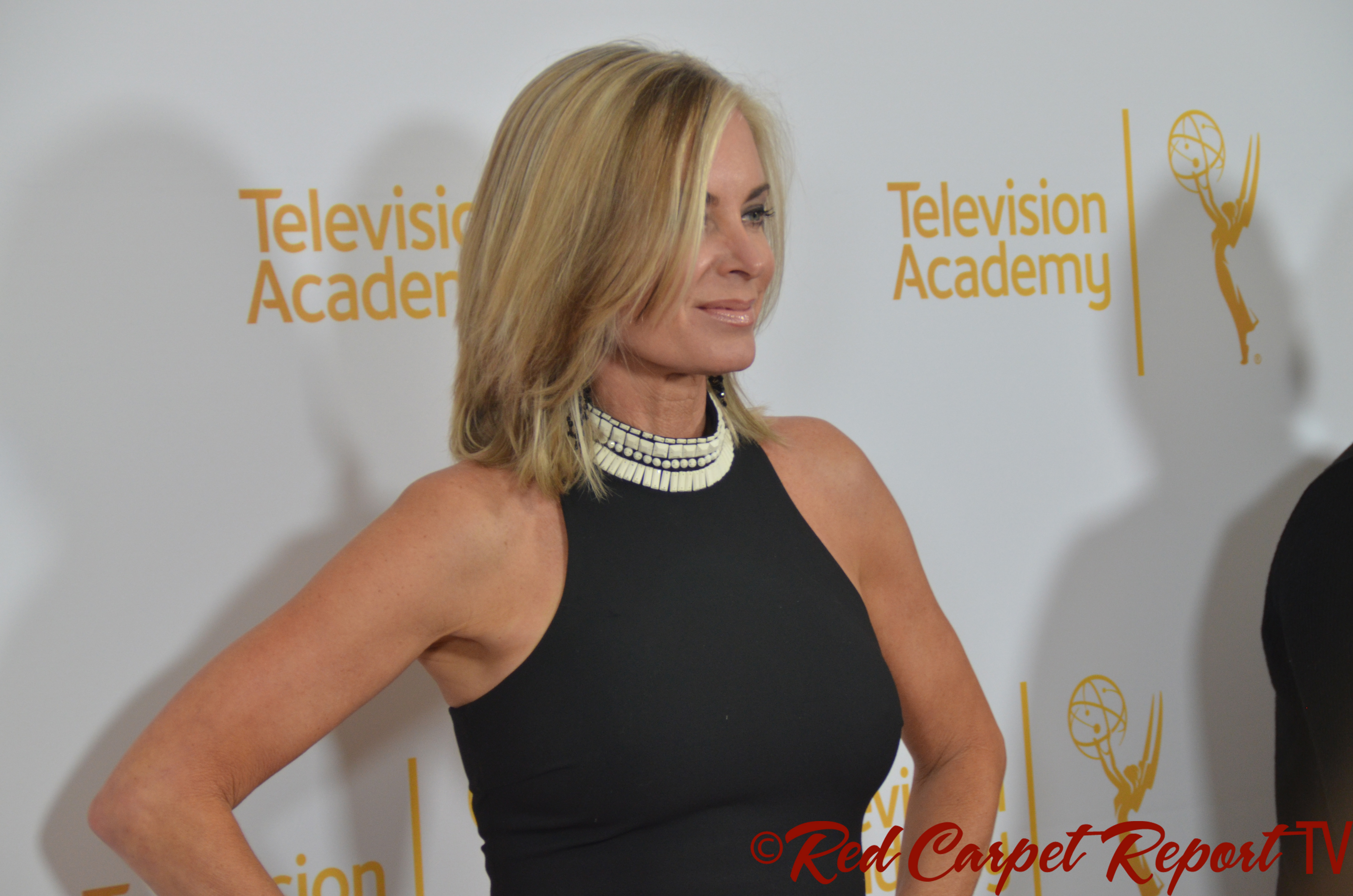
Eileen Davidson en 2014.

En mai 2012, Eileen Davidson est remerciée par la production. La comédienne de 52 ans a tweeté : « C'est officiel. Je suis renvoyée des Feux de l'amour. Pas sûre de savoir exactement pourquoi. J'imagine que ça n'a pas d'importance. » En 2012 elle reprend le rôle de Kristen Dimera dans le feuilleton, Des jours et des vies. Elle revient en septembre 2014, dans le feuilleton Les Feux de l'amour. Elle apparaît donc dans les deux soaps, de manière intermittente à la suite d'accords entre les deux programmes, et tous deux faisant partie de Sony Pictures Television. Eileen Davidson rejoint également le programme de télé-réalité, Les Real Housewives de Beverly Hills, toujours en 2014. Elle s'engagera d'ailleurs pour les deux saisons qui suivent. En 2018, l'actrice quitte à nouveau "Les Feux de l'Amour" pour se concentrer sur sa famille. Mais néanmoins malgré cette annonce elle réapparaît de manière récurrente dès l'année suivante.
Dans sa vraie vie, Eileen Davidson a été mariée trois fois. À Christopher Meyer puis à John Lindstorm. Elle s'est mariée en troisièmes noces avec l'acteur Vincent Van Patten, le 15 avril 2003. Le couple a eu un fils, Jesse Thomas, né en mai 2003. Bien que vedette de The Real Housewives of Beverly Hills, elle et sa famille résident à Malibu.

## Filmographie

### Cinéma
- 1981 : Goin' All the Way! : BJ
- 1982 : The House on Sorority Row : Vicki
- 1989 : Easy Wheels : She Wolf
- 1990 : Eternity : Dahlia / Valerie
- 2012 : Hell and Mr. Fudge : Mrs. Fudge
- 2016 : The Guest House : Dr. Hopkins
- 2019 : 7 Days to Vegas : Vicki
- 2020 : Middleton Christmas : Alana D'Angelo
- 2021 : Symphoria : Vickey Lewis
- 2023 : A Wine Country Christmas : Margo Baldwyn

### Séries télévisés
- 1982 : The Phoenix : Ellie (saison 1, épisode 4)
- 1982 - 1988, depuis 1999 : Les Feux de l'Amour : Ashley Abbott
- 1990 - 1991 : Broken Badges : J.J. Tingreedes (personnage principal)
- 1991 - 1993 : Santa Barbara : Kelly Capwell (176 épisodes)
- 1993 - 1998, 2012 - 2015, 2017, 2021, 2023 : Des jours et des vies : Kristen DiMera, Marlena Evans, Susan Banks, Sœur Mary Moira Banks, Penelope Kent, Thomas Banks (1157 épisodes)
- 2007 - 2008 : Amour, Gloire et Beauté : Ashley Abbott (137 épisodes)
- 2022 : Three Way Mirror : Mary Grace (mini-série)
- 2022 : Duke of the Valley : Brenda (saison 1, épisode 1)

### Téléfilms
- 1988 : Un Richard pour trois : J. C. Dennison
- 2018 : Sharknado 6 : It's About Time : Marie Antoinette

### Émission de télé-réalité
- 2014 - 2020 : Les Real Housewives de Beverly Hills (saisons 5 à 7 - invitée saison 8, épisode 13 ; saison 10, épisodes 10 et 11)

## Voix francophones
- Dominique MacAvoy dans :
  - Les Feux de l'Amour (série télévisée, 1ère voix)
  - Des jours et des vies (série télévision)
- Pascale Vital dans The House of Sorority Row (1982)
- Martine Irzenski dans Amour, Gloire et Beauté (série télévisée)[3]
- Isabelle Périlhou dans Les Real Housewives de Beverly Hills (téléréalités)
- Véronique Augereau dans Les Feux de l'Amour (série télévisée, 2ème voix)